# Lost City (Oklahoma)
Pour les articles homonymes, voir Lost City.
Lost City est une census-designated place du comté de Cherokee, dans l'État d'Oklahoma, aux États-Unis. En 2020, elle compte une population de 767 habitants.